# Trabada (kommunhuvudort)
Trabada är en kommunhuvudort i Spanien.   Den ligger i provinsen Provincia de Lugo och regionen Galicien, i den nordvästra delen av landet, 400 km nordväst om huvudstaden Madrid. Trabada ligger 195 meter över havet och antalet invånare är 1 528.
Terrängen runt Trabada är kuperad. Runt Trabada är det glesbefolkat, med 20 invånare per kvadratkilometer. Närmaste större samhälle är Foz, 14,6 km norr om Trabada. I omgivningarna runt Trabada växer i huvudsak blandskog.